# L'Union (Italie)
Pour les articles homonymes, voir L'Union.
L’Union (en italien : L’Unione) était une coalition politique de gauche et centre gauche fondée en 2004 par Romano Prodi et dissoute en 2008.

## Historique

### De la GAD à L'Union
Le 11 octobre 2004, la coalition de L'Olivier, qui réunit les Démocrates de gauche (DS) et La Marguerite (DL), les Socialistes démocrates italiens (SDI), l'Italie des valeurs (IDV), la Fédération des Verts (FDV), le Parti de la refondation communiste (PRC), le Parti des communistes italiens (PDCI) et le Mouvement des républicains européens (MRE) décident de constituer une coalition politique en vue des élections générales du printemps 2006, qui prend le nom de « Grande Alliance démocratique » (Grande Alleanza Democratica, GAD).
Finalement, les partis et alliances fondateurs choisissent, le 10 février 2005, de baptiser la coalition « L'Union » (L’Unione). Une élection primaire ouverte permettra de désigner le chef de file pour 2006.
Toutefois, avant cette échéance, L'Union doit faire face aux élections régionales d'avril 2005. Le scrutin marque une immense victoire pour le centre gauche, qui remporte treize Régions sur quinze mises en jeu. Non seulement l'alliance récupère quatre territoires perdus en 2000, à savoir la Ligurie, le Latium, les Abruzzes et la Calabre, mais conquiert également le Piémont et les Pouilles.
Lors des primaires, qui se tiennent le 16 octobre 2005, Romano Prodi, ancien président du Conseil des ministres puis président de la Commission européenne, soutenu par L'Olivier, les SDI et le PDCI, s'impose dès le premier tour avec 74 % des suffrages exprimés contre Fausto Bertinotti, du PRC.

### Législatives compliquées de 2006

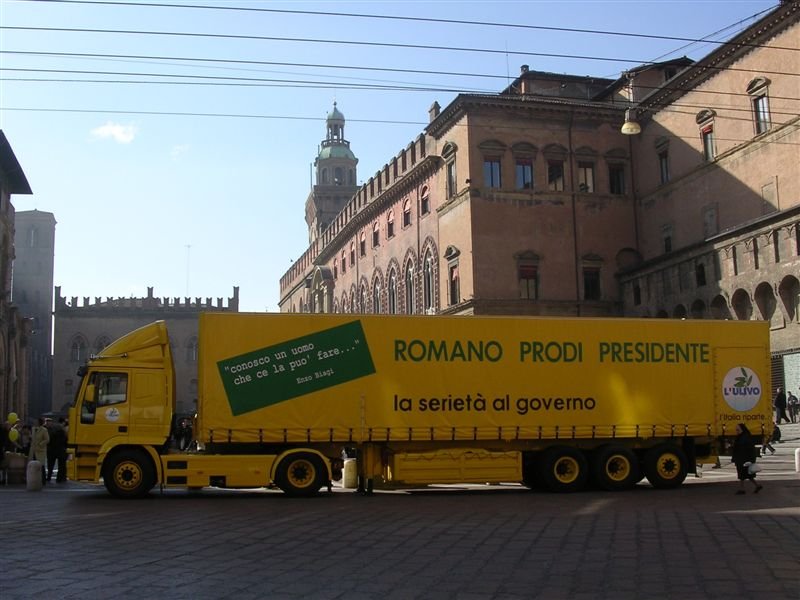
En campagne à Bologne.

Longtemps en tête dans les sondages face à la Maison des libertés (CDL) de Silvio Berlusconi, L'Union est peu à peu rattrapée par ce dernier au fur et à mesure de la campagne.
Lors des élections générales des 9 et 10 avril 2006, le centre gauche remporte 49,81 % des suffrages exprimés à la Chambre des députés, ce qui lui donne 348 sièges sur 630 en vertu de la loi électorale, contre 49,74 % à la CDL.
Au Sénat de la République, la situation est bien plus complexe puisque L'Union, avec 48,9 %, contre 50,2 % à l'alliance de Berlusconi, obtient une ultra-courte majorité de 158 élus sur 315. La victoire est due à l'alliance avec le Parti populaire sud-tyrolien (SVP) et au bon score chez les expatriés.
Lors de l'ouverture de la législature, le 28 avril, Fausto Bertinotti, du PRC, est élu à la présidence de la chambre basse, tandis que Franco Marini, de DL-L'Olivier, devient président de la chambre haute. Le 10 mai suivant, L'Union fait élire l'un des siens, le sénateur à vie Giorgio Napolitano, des DS, comme président de la République italienne.
Ce dernier nomme Romano Prodi formateur du gouvernement le 16 mai. Dès le lendemain, Prodi présente son équipe de vingt-six ministres, dont un indépendant. L'Olivier y est la force la plus représentée, avec dix-huit ministres, dont les deux vice-présidents du Conseil. L'exécutif remporte, le 19 mai, le vote de confiance au Sénat, par 165 voix contre 155, avec l'appui des sénateurs à vie, et à la Chambre quatre jours plus tard, par 344 voix contre 268.
Le 21 février 2007, le gouvernement est cependant mis en minorité lors d'un vote des sénateurs sur la politique étrangère, la résolution de L'Union ne recueillant en effet que 158 voix, là où 160 étaient nécessaires. Le président du Conseil remet alors sa démission au chef de l'État, qui la refuse finalement et le contraint à se soumettre à un vote de confiance. Le 28 février, la chambre haute confirme le gouvernement, par 162 voix contre 157, la chambre basse l'imitant par 342 suffrages contre 253 deux jours plus tard.

### Chute du gouvernement
Alors que la stabilité du gouvernement est toujours précaire, l'UDEUR annonce sa sortie de l'exécutif en janvier 2008, après la démission du ministre de la Justice et secrétaire du parti, Clemente Mastella, puis son passage dans l'opposition. Étant donné la fragilité de la majorité sénatoriale, le seul retrait des trois sénateurs de cette formation suffit à mettre Prodi en minorité. Ce dernier décide alors de se soumettre à un nouveau vote de confiance.
Après une victoire facile à la Chambre des députés le 23 janvier, par 326 votes favorables contre 275, le gouvernement Prodi II est, logiquement, défait au Sénat de la République, par 161 voix contre et 156 voix pour. Immédiatement, Romano Prodi démissionne et le président de la République charge, le 30 janvier, le président du Sénat, Franco Marini, d'explorer les possibilités de former un gouvernement afin de réviser la loi électorale.

### Fin de L'Union
Ce dernier échoue dans sa mission et Napolitano doit prononcer, le 6 février, la dissolution du Parlement. Deux jours plus tard, le nouveau Parti démocrate (PD), qui remplace la coalition de L'Olivier, l'IDV, le PRC, le PDCI, la FDV et la Gauche démocrate (SD, dissidence des Démocrates de gauche) se retrouvent afin de définir une stratégie.
Walter Veltroni, secrétaire du PD, explique alors que son parti ayant une « vocation majoritaire », il ne s'associera qu'avec les forces partageant son programme. Cette déclaration scelle alors l'éclatement de L'Union entre son aile réformiste, constituée du PD et de l'IDV, et son aile radicale, formée du PRC, du PDCI, de la FDV et la SD, qui décident de s'associer dans La Gauche - l'Arc-en-ciel (La sinistra-L'arcobaleno, SA).

## Forces membres

### Fondatrices
- L'Olivier (L’Ulivo)
  - Démocrates de gauche (DS)
  - Démocratie est liberté - La Marguerite (DL)
- Parti de la refondation communiste (PRC)
- Parti des communistes italiens (PDCI)
- Italie des valeurs (IDV)
- Socialistes démocrates italiens (SDI)
- Fédération des Verts (FDV)
- Union des démocrates pour l'Europe (UDEUR)
- Mouvement des républicains européens (MRE)

### Adhésion plus tardive
- Radicaux italiens (novembre 2005)
- Socialistes unis (février 2006)

### Alliés électoraux d'avril 2006
- Parti des retraités (PP)
- Démocratie chrétienne (DC)
- Parti social-démocrate italien (PSDI)
- Démocrates chrétiens unis (DCU)
- Liste des consommateurs (Lista Consumatori)
- Parti populaire sud-tyrolien (SVP)
- Ligue pour l'autonomie - Alliance lombarde (LAL)
- Parti démocrate méridional (PDM)
- Liga veneta Repubblica (LVR)